# Walter Gordon Wilson
Major Walter Gordon Wilson, inženir in član kraljeve mornariške zračne službe (angleško:Royal Naval Air Service, kratica:RNAS), * 1874, † 1957.

## Delo
Leta 1919 je bil skupaj z Williamom Trittonom proglašen za izumitelja tanka. Walter Gordon Wilson je skupaj z Williamom Trittonom sodeloval tudi pri tanku Mark I. Ko se je ta projekt zaključil je William Tritton začel načrtovati tank Medium Mark A Whippet. Wilson je iz tega projekta izstopil, a je ta požel velik uspeh. Sam je trdil, da lahko naredi boljši tank, zato je začel oblikovati tank Medium Mark B. Ker je ta začel delati na novem tanku brez vednosti Williama Trittona, se je ta odločil narediti konkurenčen model, ki se je imenoval Medium Mark C. 